# Sandflodtrollslända
Sandflodtrollslända (Gomphus vulgatissimus) är en art i insektsordningen trollsländor som tillhör familjen flodtrollsländor. 

## Kännetecken
Sandflodtrollsländan är tecknad i gult och svart och hanen och honan ser ungefär likadana ut. På mellankroppen är det gula mest utbrett och på bakkroppen det svarta.  Vingarna är genomskinliga med mörkt vingmärke. Vingbredden är 60 till 70 millimeter och bakkroppens längd är 30 till 37 millimeter.

## Utbredning
Sandflodtrollsländan finns i stora delar av Europa, utom på Brittiska öarna där den bara förekommer i södra Storbritannien. Österut finns den till Uralbergen och Kaukasus. I Sverige finns den från Skåne till Gästrikland, utom på Öland och Gotland. Den är landskapstrollslända för Halland.

## Levnadssätt
Sandflodtrollsländans habitat är främst åar eller långsamt flytande bäckar, men man kan också hitta den vid sjöar. Det är vanligt att parningen börjar i luften, men ganska snart brukar paret sedan flyga och sätta sig i vegetationen. Efter parningen lägger honan äggen ensam, fritt i vattnet. Utvecklingstiden från ägg till imago är tre år och flygtiden från juni till början av augusti.